# Артелярщина
Артеля́рщина — село в Україні, у Зіньківській міській громаді Полтавського району Полтавської області. Населення становить 392 осіб. Колишній центр Артелярщинської сільської ради.

## Географія
Село Артелярщина розташоване на сході Полтавської області, на відстані 1 км від села Будки та за 5 км від села Покровське. Селом протікає невеликий струмок.

## Історія
Засноване на початку 18 століття.
За переписом 1859 р. налічувало 55 дворів та 286 жителів.
1900 року на хуторі діяли дві громади: козацька й казенна, був 91 двір та 368 жителів. Хутір належав до Дейкалівської волості Зінківського повіту.
У 1910 році на хуторі було 125 дворів та 692 жителі.
Радянська окупація розпочалась в січні 1918 року. 1921 року створено комнезам. З 1926 року діяли ТСОЗи: «Трудовик», «Нове життя», «Шлях Леніна», які 1950 року об'єдналися в ТСОЗ ім. Ватутіна.
Жертвою голодомору 1932—1933 років стала 131 особа.
Село Артелярщина у часи німецько-радянської війни було окуповане нацистськими військами з 7 жовтня 1941 до 11 листопада 1943 року. До Німеччини на примусові роботи вивезено 98 чоловік, загинуло на фронтах 118 односельчан.
12 червня 2020 року, відповідно до розпорядження Кабінету Міністрів України № 721-р «Про визначення адміністративних центрів та затвердження територій територіальних громад Полтавської області», село увійшло до складу Зіньківської міської громади.
19 липня 2020 року, в результаті адміністративно - територіальної реформи та ліквідації Зіньківського району, село увійшло до складу новоутвореного Полтавського району Полтавської області.

## Населення
| Рік  | Дворів | Жителів |
| ---- | ------ | ------- |
| 1859 | 55     | 286     |
| 1900 | 91     | 986     |
| 1910 | 125    | 692     |
| 1926 | 175    | 965     |
| 1990 |        | 435     |
| 2001 |        | 392     |
| 2023 |        | 214     |

### Мова
Розподіл населення за рідною мовою за даними перепису 2001 року:
| Мова       | Кількість | Відсоток |
| ---------- | --------- | -------- |
| українська | 389       | 99.23%   |
| російська  | 2         | 0.51%    |
| румунська  | 1         | 0.26%    |
| Усього     | 392       | 100%     |

## Інфраструктура
У селі знаходяться:
- середня школа І-ІІ ступенів;
- бібліотека (понад 10,3 тисяч одиниць зберігання);
- сільське відділення поштового зв'язку;
- медпункт;
- магазин.

## Архітектура
В Артелярщині збудовані такі пам'ятники:
- Меморіальний комплекс: надгробок на братській могилі радянських воїнів, полеглим 1943 року при визволенні села (збудований 1953 року);
- пам'ятник воїнам-односельчанам, загиблим у роки радянсько-німецької війни (збудований 1975 року).

## Економіка
- Молочно-товарна ферма.
- СГК «Славутич».[5]
- ПП «УкрХлібДар».

## Люди
- Грушецька Галина Степанівна (до шлюбу Бойко, нар. 1942) — українська громадсько-культурна й освітня діячка діяспори в США.
- Ткаленко Ольга Олександрівна -людина натхнення